# Dalia Kuznecovaitė
Dalia Kuznecovaitė (* 11. Oktober 1988 in Vilnius) ist eine litauische Geigerin.

## Biografie
Dalia Kuznecovaitė begann im Alter von vier Jahren mit dem Geigenspiel und lernte von 1995 bis 2007 am Nationalen M. K. Čiurlionis Kunstgymnasium, wo sie ihr Abitur machte. Von 2004 bis 2007 studierte sie außerdem an der Hochschule für Musik und Tanz Köln bei Zakhar Bron, ab 2007 dann an der Hochschule für Musik und Theater Rostock bei Petru Munteanu und von 2012 bis 2015 am Pariser Konservatorium bei Boris Garltsky und Svetlin Roussev. Dort schloss sie ihr Konzertstudium mit Auszeichnung ab. Seit dem Gewinn wichtiger Preise in 2007/2008 ist sie eine in Litauen wie auch international gefragte Konzertsolistin und trat mit bedeutenden Orchestern u. a. in China, Frankreich, Mexiko, der Ukraine, den USA und Katar auf.
Bei ihrer Deutschlandtournee im November 2014 brachte sie gemeinsam mit dem Philharmonischen Orchester Kiew unter Mykola Dyadiura Violinkonzerte von Tchaikovski und Sibelius zur Aufführung. Im Oktober 2017 gab sie mit dem Liepaja Symphonic Orchestra unter Atvars Lakstigala Konzerte in Oberhausen und Witten mit dem Violinkonzert von Antonín Dvořák sowie in Emden mit dem Violinkonzert Nr. 2 von Sergei Prokofjew.
Neben ihrer regen solistischen Tätigkeit wirkt sie seit Dezember 2015  als erste Geigerin im Streichquartett Vilnius mit.

## Preise und Auszeichnungen
- 1. Preis und Reinhold Würth Förderpreis beim Internationalen Wettbewerb für Violine, Kloster Schöntal (2007)[8]
- 3. Preis und Preis des Vereins der Freunde der Universität Mozarteum Salzburg beim 15. Internationalen Johannes Brahms Wettbewerb, Pörtschach (2008)[9]
- 1. Preis beim Internationalen Henryk Szeryng Violinwettbewerb, Mexiko (2008)

## Repertoire (Auswahl)
- Johann Sebastian Bach, Violinkonzert E-Dur, BWV 1042
- Johannes Brahms, Violinkonzert D-Dur op. 77, Doppelkonzert für Violine und Violoncello a-Moll op. 102
- Max Bruch, Violinkonzert Nr. 1 g-Moll op. 26
- Antonín Dvořák, Konzert a-Moll für Violine und Orchester op. 53
- Edouard Lalo, Symphonie espagnole op. 21
- Felix Mendelssohn Bartholdy, Konzert für Violine und Streichorchester d-moll
- Manuel Ponce, Concierto para violín (1943)
- Sergei Prokofjew, Violinkonzert Nr. 1 D-Dur, Op. 19, Violinkonzert Nr. 2 g-Moll, op. 63
- Dmitri Schostakowitsch, Violinkonzert Nr. 1 a-Moll op. 77
- Jean Sibelius, Konzert für Violine und Orchester d-moll op. 47
- Josef Suk, Phantasie für Violine und Orchester g-moll, op. 24
- Pjotr Iljitsch Tschaikowski, Violinkonzert D-Dur op. 35
- Henryk Wienawski – Violinkonzert Nr. 2, Op. 22
- zahlreiche Werke von Barock bis Moderne für Violine Solo und Violine mit Klavierbegleitung